# Nizozemský ústav mezinárodních vztahů Clingendael
Nizozemský ústav mezinárodních vztahů Clingendael (nizozemsky: Nederlands Instituut voor Internationale Betrekkingen Clingendael) je politický nezávislý výzkumný institut, který se zabývá různými hledisky mezinárodních vzrahů. Sídlo ústavu se nachází v Haagu.
Jsou zde vyučováni budoucí diplomaté, včetně cizinců, zejména diplomatů ze zemí třetího světa. Předsedou představenstva byl v roce 2011 bývalý nizozemský ministr zahraniční Ben Bot. Ústav vydává také časopis Internationale Spectator.

## Ředitelé ústavu
- 1983–1990 Henk Neuman
- 1991–1994 Joris Voorhoeve
- 1995–2004 Alfred van Staden
- 2005–2011 Jaap de Zwaan
- 2011–2016 Ko Colijn
- od roku 2016 Monika Sie Dhian Ho [1]